# Ucrania en los Juegos Olímpicos de Lillehammer 1994
Ucrania estuvo representada en los Juegos Olímpicos de Lillehammer 1994 por un total de 37 deportistas que compitieron en 10 deportes.  
El portador de la bandera en la ceremonia de apertura fue el patinador artístico Viktor Petrenko.

## Medallistas
El equipo olímpico ucraniano obtuvo las siguientes medallas:
| Nombre                  | Deporte            | Competición  |
| ----------------------- | ------------------ | ------------ |
| Oro                     |                    |              |
| Oxana Bayul             | Patinaje artístico | Individual F |
| Plata                   |                    |              |
| —                       |                    |              |
| Bronce                  |                    |              |
| Valentyna Tserbe-Nesina | Biatlón            | 7,5 km F     |